# 요한 엘만데르
요한 에리크 칼빈 엘만데르(Johan Erik Calvin Elmander, 1981년 5월 27일 ~ )는 스웨덴의 전 축구 선수이다. 스웨덴 대표로 2006년 FIFA 월드컵과 UEFA 유로 2008에 출전한 바 있다.
갈라타사라이에서 뛰기 전에는 스웨덴의 홀말룬드 IF (Holmalunds IF), 외리뤼테 IS, 유르고르덴 IF (임대), 네덜란드 에레디비시의 페예노르트, NAC 브레다 (임대), 덴마크 슈퍼리가의 브뢴뷔 IF, 프랑스 르샹피오나의 툴루즈 FC와 프리미어리그의 볼턴 원더러스에서 활약하였다.